# Holorusia schlingeri
Holorusia schlingeri is een tweevleugelige uit de familie langpootmuggen (Tipulidae). De soort komt voor in het Australaziatisch gebied.